# Platnicknia
Platnicknia is een geslacht van spinnen uit de familie trilspinnen (Pholcidae).

## Soorten
Het geslacht kent de volgende soorten:
- Platnicknia coxana (Bryant, 1940)
- Platnicknia incerta (Bryant, 1940)